# Хорват, Габор (байдарочник)
Габор Хорват (венг. Gábor Horváth; 15 ноября 1971, Будапешт) — венгерский гребец-байдарочник, выступал за сборную Венгрии в начале 1990-х — конце 2000-х годов. Двукратный олимпийский чемпион, трёхкратный чемпион мира, дважды чемпион Европы, победитель многих регат национального и международного значения.

## Биография
Габор Хорват родился 15 ноября 1971 года в Будапеште. Активно заниматься греблей на байдарке начал в раннем детстве, проходил подготовку в будапештском спортивном клубе «Хонвед».
Первого серьёзного успеха на взрослом международном уровне добился в 1993 году, когда попал в основной состав венгерской национальной сборной и побывал на чемпионате мира в Копенгагене, откуда привёз награды бронзового и серебряного достоинства, выигранные в зачёте четырёхместных байдарок на дистанциях 500 и 1000 метров соответственно. Год спустя выступил на мировом первенстве в Мехико и взял бронзу в четвёрках на пятистах метрах.
Благодаря череде удачных выступлений удостоился права защищать честь страны на летних Олимпийских играх 1996 года в Атланте — в программе четырёхместных байдарок на дистанции 1000 метров совместно с партнёрами Андрашом Райной, Ференцем Чипешем и Аттилой Адровицем завоевал серебряную медаль, уступив в финале лишь экипажу из Германии.
В 1997 году на чемпионате мира в канадском Дартмуте Хорват получил бронзовую награду в двойках на пятистах метрах и серебряную в четвёрках на двухстах. В следующем сезоне на домашнем мировом первенстве в Сегеде стал бронзовым призёром в полукилометровой гонке двухместных байдарок. Ещё через год на аналогичных соревнованиях в Милане трижды поднимался на пьедестал почёта: занял второе место в двойках на пятистах метрах, третье в четвёрках на пятистах метрах и первое в четвёрках на тысяче метрах. В 2000 году добыл серебро на чемпионате Европы в Познани и, будучи одним из лидеров гребной команды Венгрии, благополучно прошёл квалификацию на Олимпийские игры в Сиднее. В составе четырёхместного экипажа, куда также вошли гребцы Акош Верецкеи, Золтан Каммерер и Ботонд Шторц, одолел всех соперников на километровой дистанции и завоевал тем самым золотую олимпийскую медаль.
На чемпионате мира 2001 года в польской Познани в четвёрках Хорват выиграл золотую медаль на двухстах метрах и серебряную на тысяче, кроме того, на турнире в Милане стал чемпионом Европы в дисциплине K-4 200 м. Годом позже на мировом первенстве в испанской Севилье получил бронзу за выступление в зачёте байдарок-четвёрок на двухсотметровой дистанции, при этом на чемпионате Европы в Сегеде в тех же четвёрках показал третий результат на двухстах метрах и второй на тысяче. В 2004 году вновь завоевал титул чемпиона Европы и отправился представлять страну на Олимпийских играх в Афинах, где повторил успех четырёхлетней давности, с теми же партнёрами в той же дисциплине вновь обогнал всех оппонентов и добавил в послужной список вторую олимпийскую медаль золотого достоинства.
После афинской Олимпиады Габор Хорват остался в основном составе венгерской национальной сборной и продолжил принимать участие в крупнейших международных регатах. Так, в 2006 году он выступил на домашнем мировом первенстве в Сегеде, получив там золотую медаль в четвёрках на тысяче метрах и став таким образом трёхкратным чемпионом мира. Последний раз добился значимых результатов на чемпионате Европы 2007 года в испанской Понтеведре, где выиграл серебряную награду в километровой гонке четырёхместных экипажей.
За выдающиеся спортивные достижения неоднократно удостаивался государственных наград и премий, в частности награждён золотым крестом ордена Заслуг (1996), офицерским (2000) и большим (2004) крестами. Не следует путать его с гребцом-каноистом Габором Хорватом, тоже выступавшим в гребной сборной Венгрии примерно в то же время.